# Ranón
Ranón ist eines von fünf Parroquias in der Gemeinde Soto del Barco der Autonomen Gemeinschaft Asturien in Spanien.
Der  Aeropuerto de Asturias liegt nur wenige Kilometer entfernt, weiterhin ist die Parroquia über die Stationen der FEVE und ALSA aus allen Richtungen gut erreichbar.
2006 wurde die Parroquia San Juan de la Arena aufgelöst und dem kleineren Ranón unterstellt.

## Sehenswürdigkeiten
- Pfarrkirche San Juan de Ranón
- Kirche Santiago de Ranón
- Palacio de los Marqueses de Ferrera, Palast aus dem 16. Jahrhundert in Ponte

## Feste
- 24. Juni – „Fiesta de San Juan“ in La Arena
- 16. August – „Fiesta de San Roque“ in Ranón

Mitte September -„Fiesta de San Telmo en San Juan“ in la Arena

## Dörfer und Weiler in der Parroquia
- Ranón: 208 Einwohner 2011
- San Juan de la Arena: 1540 Einwohner 2011 –  43° 33′ 15″ N, 6° 4′ 26″ W